# Cheb Hasni

Cheb Hasni (arabisch الشاب حسني, DMG aš-Šābb Ḥasnī, bürgerlich Hasni Chakroun (حسني شقرون / Ḥasnī Šaqrūn); * 1. Februar 1968 in Oran, Algerien; † 29. September 1994 ebenda) war ein algerischer Sänger und der bedeutendste Vertreter des „Raï sentimental“, einer Spielart des Raï, in deren Zentrum die Liebe (auch die körperliche) steht, was ihm im Westen den spöttischen Beinamen „Julio Iglesias des Raï“ einbrachte. Im Bürgerkrieg zwischen Regierung und Islamisten besaß das Thema zu Beginn der Neunzigerjahre allerdings kaum zu überschätzende gesellschaftliche Sprengkraft, seine Lieder standen auf dem Index.

## Karriere
Hasni, der ursprünglich Fußballprofi werden wollte, gelang der Durchbruch im Sommer 1987 mit Baraka, einem Duett mit Chaba Zahouania. Von 1989 bis 1992 veröffentlichte er 150 Musikkassetten. Trotz der Behinderungen, denen er sich gegenübersah, blieb er bis zu seiner Ermordung einer der populärsten und erfolgreichsten Musiker Algeriens.

## Tod
Hasni, der anders als viele andere Raï-Künstler den Gang ins Exil konsequent verweigert hatte, wurde am 29. September 1994 von einem politischen Einzeltäter ermordet. Er hinterließ eine Frau und einen Sohn. Ob der Täter einen islamistischen oder staatsterroristischen Hintergrund hatte, ließ sich nie klären.
Der Mord an Hasni veränderte den Raï, laut dem algerischen Schriftsteller Aziz Chouki „veränderte er die Texte und transformierte die Raï-Szene in eine Protestbewegung“. 

## Diskografie
- 1986: Mon Premier Amour
- 1987: Ila Ajbek Ezzine
- 1987: Hè bouya, llila mè tefrèchi
- 1987: S'hab elbaroud
- 1987: Issèlou aalik è oomri
- 1988: Netrajja f elhèbib
- 1988: Nbellaa bèbi
- 1989: Bayda mon amour v1
- 1989: Moulèt essag ddrif
- Lmossiba kharja m e lycée
- Ma dannitch netfèrkou
- Ssadda nass ellil
- C'est fini aalik yè mehhenti
- 1989: Sid elkadi
- 1989: Chchira lli nebriha dima ybènli khyèl'ha
- 1990: Tèlbouni hetta f echchira
- 1990: Adieu l'amour
- 1990: Saadek tzouwwejti
- 1990: Aalèch rani maadeb
- 1990: Chkoune irabbili weldi
- 1990: Èna barkèni, èna kilouni
- 1990: Love me say
- 1991: Aaayit ensaleh, aayit neddareb
- Enroh maak laaziza
- 1991: J'ai mal au cœur
- 1991: Tout l' monde est là
- 1991: Wellah mè kount dèyrek passager
- 1991: Dis moi ha zzarga
- 1991: Ssaraha raha
- 1991: Hdartou fiya ou goultou mèt (3 titres de hasni et 3 titres de nasro)
- 1991: Elli dlamni wellah mani msèmheh
- 1991: Charaatni
- 1991: Nediha meryoula
- 1991: C'est pas la peine
- 1992: Ghir dommage
- 1992: Tlabti lfrèk
- 1992: Oran la france
- 1992: Ghir mè tebkich
- 1992: Aakkar
- 1992: C'est fini
- 1992: Tal ryèbek yè rzèli
- 1992: Choufi oomri cha sra
- 1993: Rabta lhenna
- 1993: Rani khellithè lek èmèna
- 1993: Mè nnejemch eniich d eliicha
- 1993: C est la logique yè bent ennès
- 1993: Hebbitek mè s'elt ennès
- 1993: Dèymen enwassik
- 1993: Ki nchouf'ha yerkebni lhbèl
- 1993: Guaa ennsa
- 1993: Mani mani
- 1993: Tebki wella mè tebkich
- 1993: Enfin lkit elli tefhemni
- 1993: Brit èna nchoufek
- 1993: Rani Mourak
- 1993: Nti sbèb rbinti
- 1993: Guaa errjèl elli kèyen
- 1994: Kounti f eddar sabra
- 1994: Ddèteh emmigré
- 1994: Khawwefni rjouaak
- 1994: Meddit aahdi, ça y'est c'est fini
- 1994: Aalèch yè aayniyya
- 1994: Ma bkatch elhedda
- 1994: Rabbi ltof biya
- 1994: Rani nèdem aalè liyyèm
- 1994: Hiyya maaya ou techkor ghir fih
- 1994: Houwwsi fok el'ard yè mra
- 1994: Kount aaz'ha kter men oomri
- 1994: Iridoni bnèt ennès
- 1994: Srat biyya kassa
- 1994: Rani marra hna ou marra lhih
- 1994: Mouti khir m hyèti
- 2002: Aaliha rani nssèl

## Weitere Veröffentlichungen
- 1986: Baraka (feat. Chaba Zahouania)
- 1988: Moul el cabaret (feat. Abd Elhakk)
- 1990: Aadyèni bezzèf (feat. Noria)
- 1990: Rah Ben Bella l essaddam
- 1991: Chlèrmek deggouni (feat. Zohra)
- 1991: Elli zahreh mè yendamchi
- 1993: Hekmet aalia rrab elaali (feat. Zèhia)
- 1994: Kbira la différence binek ou binha
- 1994: Mè zèl galbi m elkiyya ma bra
- 1994: Saàdini (feat. Sorya Kinane & Bouzid Abdelghani)